# 腳步聲 ～Be Strong
《腳步聲 〜Be Strong》，是日本樂團Mr.Children的第35張單曲，於2014年11月19日發行。

## 簡介
距離上一張CD單曲《祈禱 ～眼淚的痕跡/End of the day/pieces》約2年半，距離上張單曲《放逐》約半年之後發行的新作。
本作的三首歌曲全有商業搭配。《腳步聲 〜Be Strong》被用作小栗旬和柴咲幸主演的月九連續劇《信長協奏曲》的主題曲、《放逐》被用作大泉洋和柴咲幸主演的電影《青天霹靂》的主題曲、《Melody》則被用作高絲《豐靡美姬‧幻粧》廣告歌曲。
《腳步聲 〜Be Strong》的音樂錄像帶由曾拍攝AKB48《戀愛的幸運餅乾》的導演關根光才負責，取景於砂漠、廢棄工場等地，內容講述一名小女孩與其父親對未來世界深感徬徨的故事，並蘊含反戰爭、反暴力的信息。音樂錄像帶其後在11月5日於YouTube官方頻道與GYAO!上公開完整片段。
發售首周以11.4萬張的銷量登上12月1日的Oricon公信榜周榜第2位，中斷了由第5張單曲《innocent world》起至《祈禱 ～眼淚的痕跡/End of the day/pieces》連續第30張單曲初次登場獲得首位的紀錄。主要因素，是獲得第1位的Sexy Zone以33種封面的形式發行，造成樂迷大量蒐購而違反銷售原則。對此，椎名林檎曾公開發言不再以CD的形式出版單曲，反映對音樂市場壟斷的不滿。

## 收錄曲目
1. 腳步聲 〜Be Strong（足音 〜Be Strong）
編曲： Mr.Children
  - 富士電視台《信長協奏曲》主題曲。受到電視台熱烈的邀請而作、自2010年的《緊急救命 2nd season》的主題曲《HANABI》以來，相隔約3年9個月亦是史上最多的第5次成為「月9」的主題曲。
2. 放逐
編曲：小林武史 & Mr.Children
  - 電影《青天霹靂》主題曲
3. Melody
編曲：小林武史 & Mr.Children
  - 高絲《豐靡美姬‧幻粧》廣告歌曲

- 全部歌曲：作詞、作曲：櫻井和壽

## 電視演出
- MUSIC STATION（朝日電視台、2014年11月21日）
演唱了《Melody》、《腳步聲 〜Be Strong》。
- SONGS（2014年11月29日、NHK）
演唱了《無名的詩》、《口笛》、《腳步聲 〜Be Strong》、《Melody》、《放逐》。
- 日本電視台系列音樂的典禮 Best Artist 2014（2014年11月26日、日本電視台）
演唱了《腳步聲 〜Be Strong》。
- 2014 FNS歌謡祭（2014年12月3日、富士電視台）
演唱了《腳步聲 〜Be Strong》與未發表歌曲《斜陽》。

## 外部連結
- 唱片介紹 （页面存档备份，存于） Mr.Children官方網站
- YouTube上的腳步聲 〜Be Strong